# Campolide
Campolide è una freguesia del Portogallo e un quartiere della città di Lisbona.

## Monumenti e luoghi d'interesse
- Acquedotto delle Acque Libere (sezione)
- Stabilimento carcerario di Lisbona
- Palácio da Justiça, in stile brutalista, progettato nel 1962 dagli architetti Januário Godinho e João Andresen, inaugurato nel 1970
- Rettorato della Nuova Università di Lisbona
- Mesquita Central de Lisboa, progettata dagli architetti António Maria Braga e João Paulo Conceição, inaugurata nel 1985